# ویلیام کوپر (حسابدار)
ویلیام کوپر (انگلیسی: William Cooper) (زاده ۱۸۲۶ - درگذشته ۱۸۷۱) کارآفرین، حسابدار و مدیر ارشد اجرایی انگلیسی بود، که در سال ۱۸۵۴ شرکت پرایس واتر هاوس کوپرز را تأسیس نمود.